# 式守伊之助 (8代)
8代 式守 伊之助（はちだい しきもり いのすけ、天保14年5月14日（1843年6月11日） - 明治30年（1897年）12月18日）は、大相撲の立行司。本名は後藤文次郎（与太夫）。出身地は現在の岩手県北上市。

## 人物
6代式守伊之助の弟子。初代の式守錦太夫で、安政3年（1856年）11月に初めて番付に載る。明治4年（1871年）3月に3代式守与太夫を襲名し、地道に昇進していった。明治17年（1884年）5月に8代式守伊之助を襲名。1年後に次席となった。堅実な軍配裁きに定評があった。明治30年（1897年）12月18日死去した。享年54。